# Arabia Saudyjska na Mistrzostwach Świata w Lekkoatletyce 2017
Arabia Saudyjska na Mistrzostwach Świata w Lekkoatletyce 2017 – reprezentacja Arabii Saudyjskiej podczas Mistrzostw Świata w Londynie liczyła 1 zawodnika, który nie zdobył medalu.

## Skład reprezentacji
| Zawodnik                | Konkurencja        | Pre-eliminacje | Pre-eliminacje | Eliminacje | Eliminacje | Półfinał | Półfinał | Finał    | Finał   |
| Zawodnik                | Konkurencja        | Rezultat       | Pozycja        | Rezultat   | Pozycja    | Rezultat | Pozycja  | Rezultat | Pozycja |
| ----------------------- | ------------------ | -------------- | -------------- | ---------- | ---------- | -------- | -------- | -------- | ------- |
| Abdullah Abkar Mohammed | Bieg na 100 metrów | 10,23          | 4. Q           | 10,31      | 32.        | NQ       | NQ       | NQ       | NQ      |